# Zajatci ledu a noci
Zajatci ledu a noci (1933, Беруны, od vydání v roce 1940 jako Русские робинзоны) je dobrodružný román pro mládež od ruského sovětského spisovatele Zinovije Samojloviče Davydova,

## Obsah románu
Roku 1743 vyplula z Mezeni do Severního ledového oceánu ruská velrybářská loď Nasťa. Loď zamířila k ostrovu Gruman (dnes známému jako Špicberky), bouře ji však zahnala do zátoky neobydleného ostrova Malý Berun (nyní Edgeøya), kde jí hrozí, že uvízne do příštího léta v ledu. Tři muži (kormidelník Alexej Timofejič Chilkov, Fjodor Verigin a Stěpan Šarapov) se vydají na ostrov hledat loveckou chatu, kterou si zde postavila skupina mezeňských a archangelských námořníků, když zde přezimovali. Dvanáctiletý chlapec Váňa, Timofejičův schovanec, tak dlouho prosí, aby jej vzali s sebou, až mu to dovolí. Výprava skutečně chatu najde a přespí v ní. Ráno se vrátí na pobřeží a najdou zátoku prázdnou. Loď s celou posádkou byla rozdrcena a potopena ledovcem.
Čtyři trosečníci, vybaveni jen puškou s pouhými sedmnácti náboji, sekerou a křesadlem, jsou postaveni před nelehký úkol, jak uhájit svůj život v krutých polárních podmínkách. Celých šest let musí bojovat s přírodou, mrazem, hladem, nemocemi, ledními medvědy i vlastní beznadějí. Za tu dobu Váňa dospěje v muže a Fjodor Verigin zemře na kurděje. Roku 1749 je zachrání loď starověrců-rozkolníků plující z Grumanu do Archangelska. Spřátelí se s kapitánem Nikodimem a domů si sebou vezmou i ochočeného ledního medvěda. 
O jejich dobrodružství se dozví carevna Alžběta I. a na její rozkaz musí i s medvědem odjet do Petrohradu, kde jsou umístěni jako atrakce pro pobavení šlechty do zoologické zahrady. Podaří se jim s pomocí Nikodima uprchnou do rozkolnické osady na řece Vyg a pak se dají najmout na Nikodimovu loď plující ze Sumy lovit velryby k souostroví Nová země. 
Loď se již nikdy ze své plavby do Sumy nevrátila a její posádku již nikdy nikdo neviděl. Povídalo se, že kdosi viděl trosky Nikodimovy lodi zamrzlé v ledu u vysokého pobřeží Nové země.

## Česká vydání
- Zajatci ledu a noci, Albatros, Praha 1972, přeložila Jarmila Nikodímová.
- Zajatci ledu a noci, Albatros, Praha 1985, přeložila Eva Dolejšová.